# محمد جلال‌الدین سعید
محمد جلال‌الدین سعید (انگلیسی: Muhammad Jalaluddin Sayeed; ۱ دسامبر ۱۹۲۰ – ۱۷ سپتامبر ۲۰۰۵) ملوان و کارآفرین اهل هند بود، که در سال ۱۹۶۸ شرکت ان‌اوال را تأسیس کرد.